# Агора (Грчка)
Агора (грч. Αγορά) је насељено место у општини Доксат у периферији Источна Македонија и Тракија, Грчка. Према попису из 2021. године био је 101 становник.
Према бугарском географу и историчару, Василу Канчову, у Агори је 1900. године живело 180 Турака. Године 1923. турско становништво је принудно исељено у Турску а на њихово место су насељене грчке избегличке породице, којих је на попису из 1928. године било 415. Село се раније звало Пазарлар.